# Cầu vồng mặt trăng
Cầu vồng Mặt Trăng (tiếng Nga: Лунная радуга) là tên gọi loạt truyện khoa học viễn tưởng của nhà văn Sergey Pavlov, ra đời năm 1978.

## Nội dung
- Phần 1: Theo dấu vết đen (1978)
- Phần 2: Chiếc gương mềm (1983)

## Vinh danh
- Giải thưởng Aelita (1985)

## Chuyển thể
- Cầu vồng Mặt Trăng (phim, 1983)